# Малахов, Владимир Анатольевич
Влади́мир Анато́льевич Мала́хов (род. 7 января 1968[…], Кривой Рог, Днепропетровская область) — артист балета, балетмейстер.

## Биография
Первым наставником Владимира Малахова была Таисия Паршина — руководитель балетной студии дома культуры имени Артёма в  Кривом Роге.
В 1986 году закончил Московское академическое хореографическое училище по классу профессора Петра Пестова. Совершенствовался у педагога Наума Азарина с 1987 по 1992 годы. Работал в Московском классическом балете, в репертуаре которого был первым исполнителем партий:
«Лики любви» — Ваятель (1987), «Поцелуй феи» — Руди, «Сотворение мира» — Адам, «Волшебный камзол» — Бальтазар (1988, балетмейстеры Н. Д. Касаткина и В. Ю. Василёв), «Бахиана» — Солист (1987, балетмейстер Альберто Алонсо), а также ведущие партии классического репертуара:
Зигфрид в «Лебедином озере», Альберт в «Жизели», Базиль в «Дон Кихоте», Меркуцио в «Ромео и Джульетте».
В балете, восстановленном Пьером Лакоттом по Тальони «Натали, или Швейцарская молочница» (нем. «Das Schweizer Milchmädchen», фр. «Nathalie ou La Laitière suisse») исполнил партию Освальда.
В 1991 году, будучи на гастролях в США, решил не возвращаться и подписал договоры в различных балетных компаниях мира, работал в Штутгартском театре, с 1995 года в Американском театре балета (Нью-Йорк), в Берлинской государственной опере, в Венской государственной опере (нем. Wiener Staatsoper).
С 2002 года — директор балета и ведущий солист балетной труппы Берлинской государственной оперы, с 2004 по 2014 год — интендант объединённой труппы Государственного балета Берлина, в котором объединились коллективы Берлинской государственной оперы на Унтер ден Линден и Немецкой оперы.

### Малахов и Григорович
С Юрием Григоровичем, многолетним худруком ГАБТа, Малахов встречался несколько раз в жизни. Когда Малахову было восемнадцать, Григорович ему сказал:
«Я бы тебя взял, но у тебя нет московской прописки». За шесть лет Малахов станцевал все ведущие партии в театре классического балета Натальи Касаткиной: «Лебединое озеро», «Натали», «Аппассионату» Бетховена, «Поцелуй феи», «Швейцарскую молочницу». Завоевал Гран-при в Варне в юношеской группе балетных исполнителей. При следующей встрече Григорович произнёс: «Мы подумаем о вашем переводе в Большой театр».
За это время Малахов завоевал «золото» на Всесоюзном конкурсе балетных исполнителей, в 1989 году Гран-при в Париже и первую премию на Московском международном конкурсе балета. После чего Григорович сказал: «Теперь для вас пришло время Большого театра». На что Малахов ему ответил: «Но для меня это уже поздно».

## Фильмография
- 1989 — «Новогодний детектив» (1989, телебалет, балетмейстер Светлана Воскресенская) — Кармен
- 1990 — «Поцелуй феи» (телеэкранизация балета, балетмейстеры Н. Д. Касаткина и В. Ю. Василёв) — Руди
- 1991 — «Размышление на тему. Гамлет» (телебалет, балетмейстер Светлана Воскресенская) — Гамлет
- 1991 — «Дон Кихот» (телеэкранизация балета, балетмейстеры Н. Д. Касаткина и В. Ю. Василёв) — Базиль
- 1991 — «Браво, Малахов!» (телефильм-концерт) — документальный фильм, посвящённый творчеству Малахова
- 1997 — «Истинный принц: Владимир Малахов / True Prince: Vladimir Malakhov» (телефильм-концерт) — документальный фильм, посвящённый творчеству Малахова
- 1998 — «Американский Театр Балета сейчас: Разнообразие и Виртуозность / American Ballet Theatre Now: Variety and Virtuosity» (телефильм-концерт) — Ремансо
- 1999 — «Корсар / Le corsaire» (телеэкранизация балета, редакция Константина Сергеева) — Ланкедем
- 2001 — «Щелкунчик / Caisse-Noisette» (телеэкранизация балета, балетмейстер Патрис Бар) — Щелкунчик-принц
- 2002 — «Рождённые свободными: Ведущие мужчины Американского Театра Балета / Born to Be Wild: The Leading Men of American Ballet Theatre» (видеофильм-концерт)
- 2003 — «Великие танцовщики нашего времени — Владимир Малахов, Люсия Лакарра, Киёко Кимура / Great Dancers of Our Time — Vladimir Malakhov, Lucia Lacarra, Kiyoko Kimura» (видеофильм-концерт)
- 2008 — «Караваджо / Caravaggio» (экранизация балета, балетмейстер Мауро Бигонзетти) — Караваджо

## Награды
- 1986 — Гран-при Международного конкурса артистов балета в Варне
- 1988 — I премия Всесоюзного конкурса артистов балета и балетмейстеров в Москве
- 1989 — I премия Международного конкурса артистов балета в Москве (партнёрша — Татьяна Палий).
- 1989 — Гран-при имени Сержа Лифаря, Международный конкурс артистов балета в Париже
- 1990 — I премия Международного конкурса артистов балета в Джексоне (США)
- 1991 — Приз критики на фестивале в Венеции (Италия)
- 1995 — Приз Gino Tani (Италия)
- 1996 — Приз «Позитано танца» (Италия)
- 1997 — Премия «Первый танцовщик мира» («Божественный») агентства Сергея Даниляна «Ардани Артист Менеджмент» (США)
- 1997 — Премия имени Сергея Дягилева (Пермь, Россия)
- 1998 — Приз «Бенуа танца» (за исполнение соло в балете «Нотации I—IV»[6])
- 2002 — Премия имени Вацлава Нижинского (Танцевальный форум Монако)
- 2012 — Медаль Пушкина (22 ноября 2012 года, Россия) — за большой вклад в развитие культурных связей с Российской Федерацией, сохранение русского языка и культуры за рубежом[7]